# Opius pilifer
Opius pilifer är en stekelart som beskrevs av Vladimir Ivanovich Tobias 1998. Opius pilifer ingår i släktet Opius och familjen bracksteklar. Inga underarter finns listade i Catalogue of Life.